# Camptochaeta ofenkaulis
Camptochaeta ofenkaulis är en tvåvingeart som först beskrevs av Franz Lengersdorf 1925.  Camptochaeta ofenkaulis ingår i släktet Camptochaeta och familjen sorgmyggor.
Artens utbredningsområde är Tyskland. Inga underarter finns listade i Catalogue of Life.